# بيير نورد ألكسيس
بيير نورد الكسيس (بالفرنسية: Pierre Nord Alexis) (و. 1820 – 1910 م) هو سياسي من هايتي ولد في كاب هايتيان.